# Comer Crag
Comer Crag är en bergstopp i Sydgeorgien och Sydsandwichöarna (Storbritannien). Den ligger i den nordvästra delen av Sydgeorgien och Sydsandwichöarna. Toppen på Comer Crag är 634 meter över havet, eller 413 meter över den omgivande terrängen. Bredden vid basen är 2,9 km.
Terrängen runt Comer Crag är huvudsakligen kuperad, men åt nordost är den platt. Havet är nära Comer Crag åt nordväst.  Trakten runt Comer Crag är nära nog obefolkad, med mindre än två invånare per kvadratkilometer. Det finns inga samhällen i närheten. Trakten runt Comer Crag består i huvudsak av gräsmarker.